# 严望佳
严望佳（1969年—），汉族，中华人民共和国政治人物，第十一届、第十二届、第十三届全国政协委员。

## 生平
担任全国工商联常委、北京市工商联副主席。2008年，当选第十一届全国政协委员，代表中华全国青年联合会，分入第十六组。并担任教科文卫体委员会专委。2018年1月，当选第十三届全国政协委员。